# 宇品四丁目停留場
宇品四丁目停留場（日语：／ Ujina 4-chome teiryūjō */?），又稱宇品四丁目電車站，是位於廣島縣廣島市南區宇品神田四丁目和五丁目，廣島電鐵宇品線的電車站。車站編號為U14。

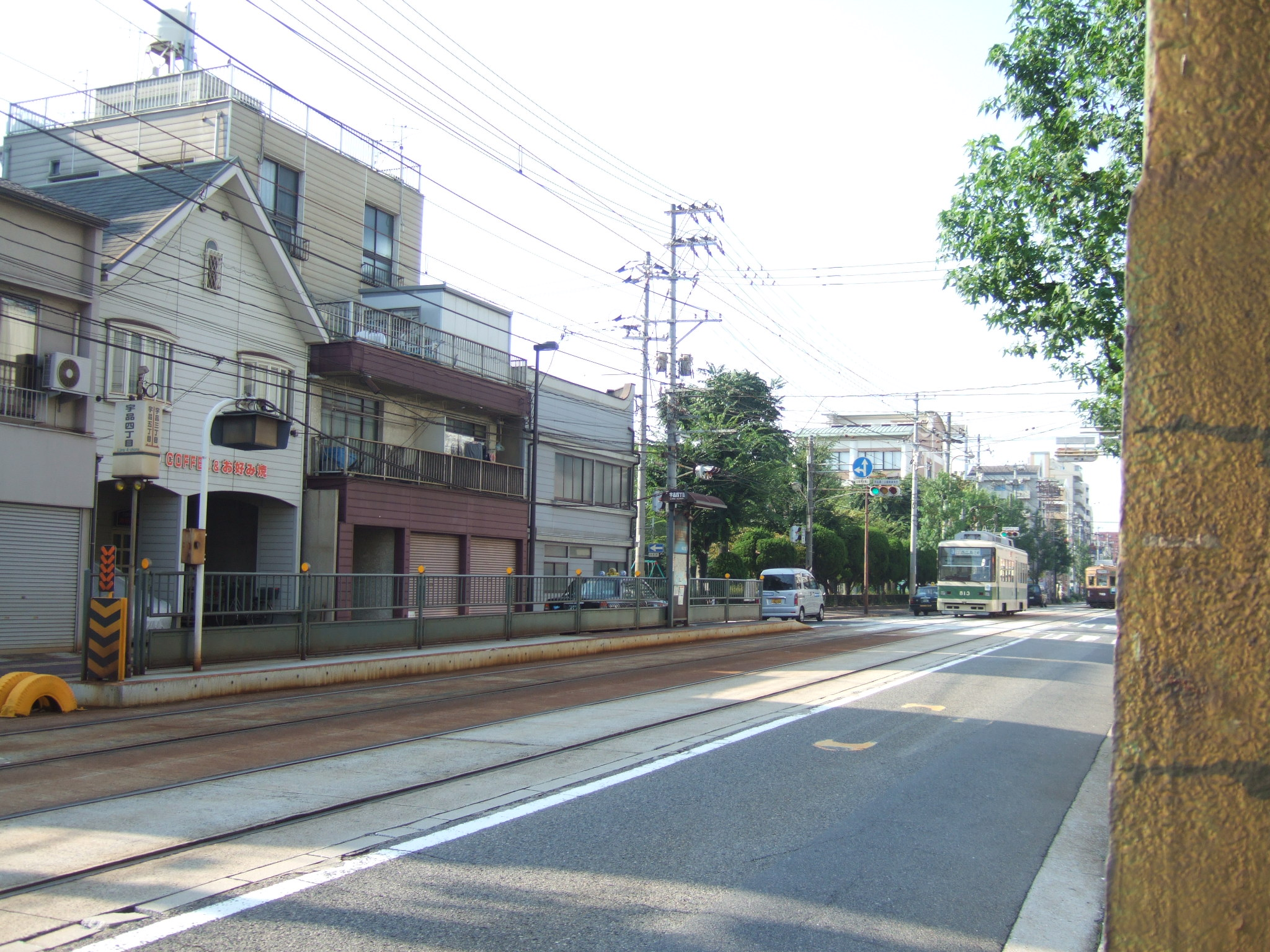
往紙屋町方向的電車站（2009年8月）

## 歷史
此電車站是在1935年（昭和10年）宇品線御幸橋東詰至宇品之間路段遷移至新線時啟用。當時的電車站名為七丁目停留場（日语：／）。在1945年（昭和20年）8月6日，廣島市被投下原子彈，使宇品線不線不能通行。隨後包含此電車站之內，宇品線電鐵前至向宇品之間於同月中重開。
在戰後的1960年（昭和35年），電車站改名為宇品七丁目停留場（日语：／）。在1968年（昭和43年）8月，隨著宇品町的町名變更。電車站於同年9月改名為宇品四丁目停留場，同時原本鄰站的名稱由宇品四丁目改為宇品五丁目。
- 1935年（昭和10年）12月27日 - 宇品線御幸橋東詰至宇品之間的新線開通，此站啟用。當時電車站名為七丁目停留場[2]。
- 1945年（昭和20年）
  - 8月6日 - 廣島市被投下原子彈，使宇品線全線不能通行[2]。
  - 8月18日 - 宇品線電鐵前至向宇品之間以雙線鐵路重開[2]。
- 1960年（昭和35年）3月30日 - 電車站改名為宇品七丁目停留場[2]。
- 1968年（昭和43年）9月1日 - 電車站改名為宇品四丁目停留場[2]。

## 電車站構造
電車站是建造在共用行車道上。電車站設有2面2線的相對式低地台月台（千鳥式月台），路線向南北兩邊延伸，月台之間間隔兩座路口。路口北邊是廣島港方向的下行月台，南邊是廣島站和紙屋町方向的上行月台。
各月台均可容納3卡和5卡掛接電車。月台靠近單卡的乘車口處設有上蓋。位於路軌上的宇品通比較狹窄，曾經在此電車站中沒有安全島，當時沒有月台，只在道路上劃分了乘車處。在宇品三丁目停留場曾經因此月台結構發生交通事故，因此此電車站在1994年（平成6年）8月尾設置了安全島。

### 運行系統
此電車站是宇品線電車站之一。0、1、3、5系統會駛入此站。
| 下行月台 | 1号線 · 3号線 · 5号線 | 前往廣島港           |
| 上行月台 | 0号線                 | 前往廣電本社前       |
| 上行月台 | 1号線                 | 經紙屋町前往廣島站   |
| 上行月台 | 3号線                 | 前往廣電西廣島       |
| 上行月台 | 5号線                 | 經比治山下前往廣島站 |

## 電車站周邊
電車站周邊為古老住宅區。附近正在興建小規模的公寓。
- 廣島市立宇品小學
- 宇品保育園
- 神田神社
- 宇品第二公園
  - 宇品公民館
- 萬事得宇品工場
- 廣島都市學園大學
- 中國郵政研修中心

## 相鄰電車站
廣島電鐵
■宇品線
宇品三丁目（U13）－宇品四丁目（U14）－宇品五丁目（U15）

## 注腳

## 外部連結
- 宇品四丁目 | 電車情報：電停指南 （页面存档备份，存于）（日語） - 廣島電鐵